# Eadwine northumbriai király
Szent Eadwine, más írásmóddal Æduini, Edwin (Óangolul: EDVVIN ÆLLING BERNICIA 7 DEIRA CYNING), (584 – 633. október 12., Hatfield Chase, Anglia), Northumbria királya 616 és 633 között, kora leghatalmasabb angolszász uralkodója.
A Deirai I. Ælle († 588) fia. Fiatalkorában száműzetésben élt a 604-ben Deirát és Berniciát egyesítő Æthelfriht (Eadwine sógora) miatt. 616-ban Raedwald kelet-angliai uralkodó († 624) legyőzte, és megölte Æthelfriht-et és így a trón Eadwiné lett. Uralma alatt meghódította Wales nagy részét, majd Kent királyának a kivételével valamennyi angolszász uralkodóval elismertette hűbérúri hatalmát. 
Eadwine megtérése elsősorban annak köszönhető, hogy a keresztény Æthelburh-t vette feleségül. Æthelburh magával vitte Northumbriába Paulinust, a római misszionáriust, aki 627-ben alattvalóival együtt keresztény hitre térítette Eadwine-t. 633-ban (más feltételezések szerint 632-ben) Cadwallon, Gwynedd királya (†534), és Penda merciai uralkodó (†655) lerohanta Northumbriát, s az egyik csatában Eadwine is elesett. Paulinus és Æthelburh elmenekült, és a northumbriai egyház egy időre a föld alá kényszerült.

## Gyermekei
- 1. feleségétől: Cwenburgától
  - Osfrith
  - Eadfrith
  - Ætheltryth
- 2. feleségétől: Æthelburgától († 647. április 5.)
  - Szent Eanflæd (* 626. április 19.; † 704. december 11.) ∞ Oswiu király (* 612; † 670. február 15.)
  - Æthelhun
  - Wuscfrea
  - (Llanedwen-i) Szent Edwen